# Loïc Chavériat
Loïc Chavériat est un footballeur français né le 5 février 1977 à Mâcon. Il évolue au poste d'attaquant.

## Biographie
En 1991, alors joueur chez les PTT Mâcon, il dispute la Coupe nationale des minimes avec la sélection de la Ligue de Bourgogne. Parmi ses coéquipiers, les futurs professionnels Frédéric Jay et Yoann Bouchard.
Loïc Chavériat est un pur produit du centre de formation du CS Louhans-Cuiseaux, club Bressan avec lequel il débute en équipe première au cours de la saison 1994/95. Parallèlement, il est régulièrement sélectionné dans les équipes de France de jeunes. Technique, physique et adroit, il est alors promis à un bel avenir. Il deviendra international espoir.
Mais ce n'est qu'au cours de la saison 1998/1999 qu'il gagne une place de titulaire à la pointe de l'attaque Louhannaise. Avec douze réalisations pour son compte personnel, il intéresse quelques clubs de l'élite, et signe donc pour l'AS Saint-Etienne. Jamais aligné d'entrée car barré par le duo Alex-Aloísio, il ne joue que vingt et un matchs de Ligue 1 en deux saisons chez les Verts. Il s'illustre cependant dans les coupes nationales, où il bénéficie d'un temps de jeu plus important.
En quête de davantage de temps de jeu, Loïc est prêté un an chez la formation Suisse de Lausanne-Sports avant de revenir dans le chaudron. Il marque d'ailleurs au cours de cette saison 2002-2003 le dernier but de la saison en Ligue 2, son seul en championnat pour l'ASSE. Puis c'est avec le Nîmes Olympique qu'il s'engage en Championnat National pour une saison pleine conclue de trente et un matchs et six buts.
Âgé de 27 ans, Il revient dans son club formateur qu'il contribue grandement à faire remonter en National et à stabiliser à ce niveau. En trois saisons, il a trouvé le chemin des filets à vingt et une reprises et a notamment réussi un quadruplé en coupe de France. Au terme de son contrat, Loïc Chavériat s'engage début septembre 2007 pour deux ans avec le FC Sète, formation ambitionnant la remontée en Ligue 2. Il fait ses débuts sous son nouveau maillot le vendredi 21 septembre à Calais, en remplaçant Olivier Bogaczyk en fin de match.
Après deux saisons passées au FC Sète, Chavériat s'engage avec le club de Béziers en CFA 2. Il permet au club de monter en CFA.

## Carrière de footballeur
| Saison    | Club                | Pays   | Division   | Matches | Buts |
| --------- | ------------------- | ------ | ---------- | ------- | ---- |
| 1994-1995 | CS Louhans-Cuiseaux | France | National 1 | 2       | 0    |
| 1995-1996 | CS Louhans-Cuiseaux | France | Division 2 | 2       | 0    |
| 1996-1997 | CS Louhans-Cuiseaux | France | Division 2 | 2       | 0    |
| 1997-1998 | CS Louhans-Cuiseaux | France | Division 2 | 31      | 3    |
| 1998-1999 | CS Louhans-Cuiseaux | France | National   | 35      | 12   |
| 1999-2000 | AS Saint-Étienne    | France | Division 1 | 12      | 0    |
| 2000-2001 | AS Saint-Étienne    | France | Division 1 | 9       | 0    |
| 2001-2002 | Lausanne-Sports     | Suisse | D1 Suisse  | 26      | 9    |
| 2002-2003 | AS Saint-Étienne    | France | Ligue 2    | 16      | 1    |
| 2003-2004 | Nîmes Olympique     | France | National   | 37      | 6    |
| 2004-2005 | CS Louhans-Cuiseaux | France | CFA        | 22      | 9    |
| 2005-2006 | CS Louhans-Cuiseaux | France | National   | 29      | 6    |
| 2006-2007 | CS Louhans-Cuiseaux | France | National   | 23      | 6    |
| 2007-2008 | FC Sète             | France | National   | 18      | 1    |
| 2008-2009 | FC Sète             | France | National   | 30      | 4    |
| 2009-2010 | AS Béziers          | France | CFA 2      | 16      | 4    |
| 2010-20.. | FC Mèze             | France | DHR        | 16      | 15   |

## Statistiques
- Ligue 1 : 21 matchs / 0 but
- Ligue 2 : 51 matchs / 4 buts
- National : 174 matchs / 35 buts
- Division 1 Suisse : 26 matchs / 9 buts

## Palmarès
- Champion de France de National (D3) en 1999
- Champion de France de CFA (Groupe B) en 2005

## Sélections
- International cadets et juniors